# التحول العرقي (الهوية)

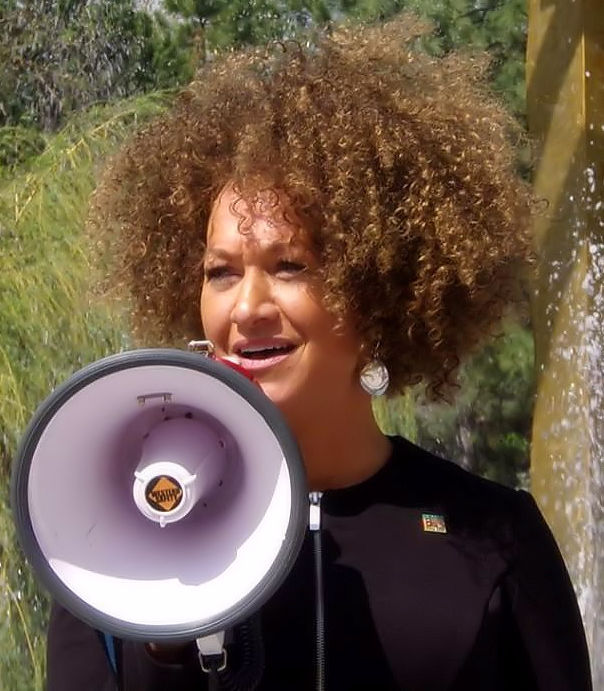
راشيل دوليزال، امرأة من العرق الأبيض، لكنها تُعرف نفسها بأنها أمريكية من أصل أفريقي.

التحول العرقي (العبور العرقي) هو تسمية يستخدمها الأشخاص الذين يحددون هويتهم بأنهم ينتمون إلى عرق مختلف عن العرق الذي ولدوا عليه. قد يقومون بتعديل مظهرهم الخارجي لكي يبدوا أكثر شبهاً بهذا العرق، أو قد يشاركون في الأنشطة المرتبطة بهذا العرق من عادات أو تقاليد أو حتى اكتساب لهجة أو لغة. إن استخدام كلمة تحول عرقي لوصف هذا الأمر هو أمر جديد وقد تعرض للنقد، لأن الكلمة كانت تستخدم تاريخيًا لوصف شخص نشأ على يد والدين بالتبني من خلفية عرقية أو عنصرية مختلفة، مثل طفل أسود تبناه ونشأ على يد زوجين أبيضين.